# Gustavus Sessinghaus
Gustavus Sessinghaus (* 8. November 1838 bei Köln, Preußen; † 16. November 1887 in St. Louis, Missouri) war ein US-amerikanischer Politiker deutscher Herkunft. Im März 1883 vertrat er den Bundesstaat Missouri für einen Tag im US-Repräsentantenhaus.

## Werdegang
Gustavus Sessinghaus besuchte zunächst die Schulen seiner deutschen Heimat und wanderte später in die Vereinigten Staaten aus, wo er sich in St. Louis niederließ und im Mühlengeschäft arbeitete. Während des Bürgerkrieges gehörte er einer Reserveeinheit im Heer der Union an. Neben seiner Tätigkeit im Mühlengeschäft wurde Sessinghaus als Mitglied der Republikanischen Partei auch politisch aktiv.
Zwischen 1878 und 1880 war er Mitglied im Schulausschuss von St. Louis. Bei den Kongresswahlen des Jahres 1880 unterlag er im dritten Wahlbezirk von Missouri dem Demokraten Richard Graham Frost. Sessinghaus legte aber gegen den Ausgang der Wahl Widerspruch ein. Der Kongress entschied erst am vorletzten Tag der folgenden Legislaturperiode, am 2. März 1883, zu seinen Gunsten. Damit konnte Sessinghaus sein Mandat nur für einen Tag bis zum offiziellen Ablauf der Amtszeit am 3. März 1883 ausüben. Da er bei den Wahlen des Jahres 1882 gescheitert war, konnte er nicht länger im Kongress verbleiben.
Nach seinem Ausscheiden aus dem US-Repräsentantenhaus setzte Sessinghaus seine Arbeit als Müller fort. Er starb am 16. November 1887 in St. Louis, wo er auch beigesetzt wurde.